# Brian Finley
Brian Finley, född 3 juli 1981 i Sault Ste. Marie, Ontario, är en kanadensisk före detta professionell ishockeymålvakt.